# Martainville, Calvados
Martainville är en kommun i departementet Calvados i regionen Normandie i norra Frankrike. Kommunen ligger i kantonen Thury-Harcourt som ligger i arrondissementet Caen. År 2022 hade Martainville 119 invånare.

## Befolkningsutveckling
Antalet invånare i kommunen Martainville
Referens: INSEE